# Cá hồi Coho
Cá hồi Coho (danh pháp hai phần: Oncorhynchus kisutch, từ tiếng Nga кижуч kizhuch) cũng được gọi là cá hồi bạc ở Mỹ. Cá hồi Coho là động vật biểu tượng của tỉnh Chiba ở Nhật Bản. Loài này được tìm thấy ở tất cả các vùng nước ven biển Alaska và British Columbia và ở phía nam xa tới tận miền trung California (Vịnh Monterey). Nó cũng xuất hiện, dù không thường xuyên, tại Sông Mackenzie.

## Mô tả
Trong giai đoạn sinh sống ở đại dương, cá hồi Coho hai bên màu bạc và lưng màu xanh đậm. Trong giai đoạn sinh sản, hàm và răng của cá hồi Coho trở thành móc. Sau khi vào nước ngọt, chúng chuyển sang màu đỏ sáng hai bên, đầu và lưng xanh lá cây hơn nâu, bụng tối và đốm đen trên lưng. Con cá hồi trưởng thành tính dục chuyển sang màu hồng sáng hồng dọc theo bụng và những con đực có lưng hơi cong. Con trưởng thành có màu da đỏ rõ rệt với lưng sẫm màu hơn và dài trung bình 28 inch (71 cm) và nặng 7 đến 11 pound (3,2 đến 5,0 kg), đôi khi đến 36 pound (16 kg). Con cái trưởng thành có thể có màu tối hơn con đực với cả hai giới có hình móc rõ ràng trên mũi.

## Hình ảnh

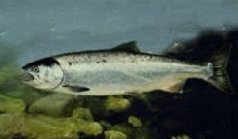
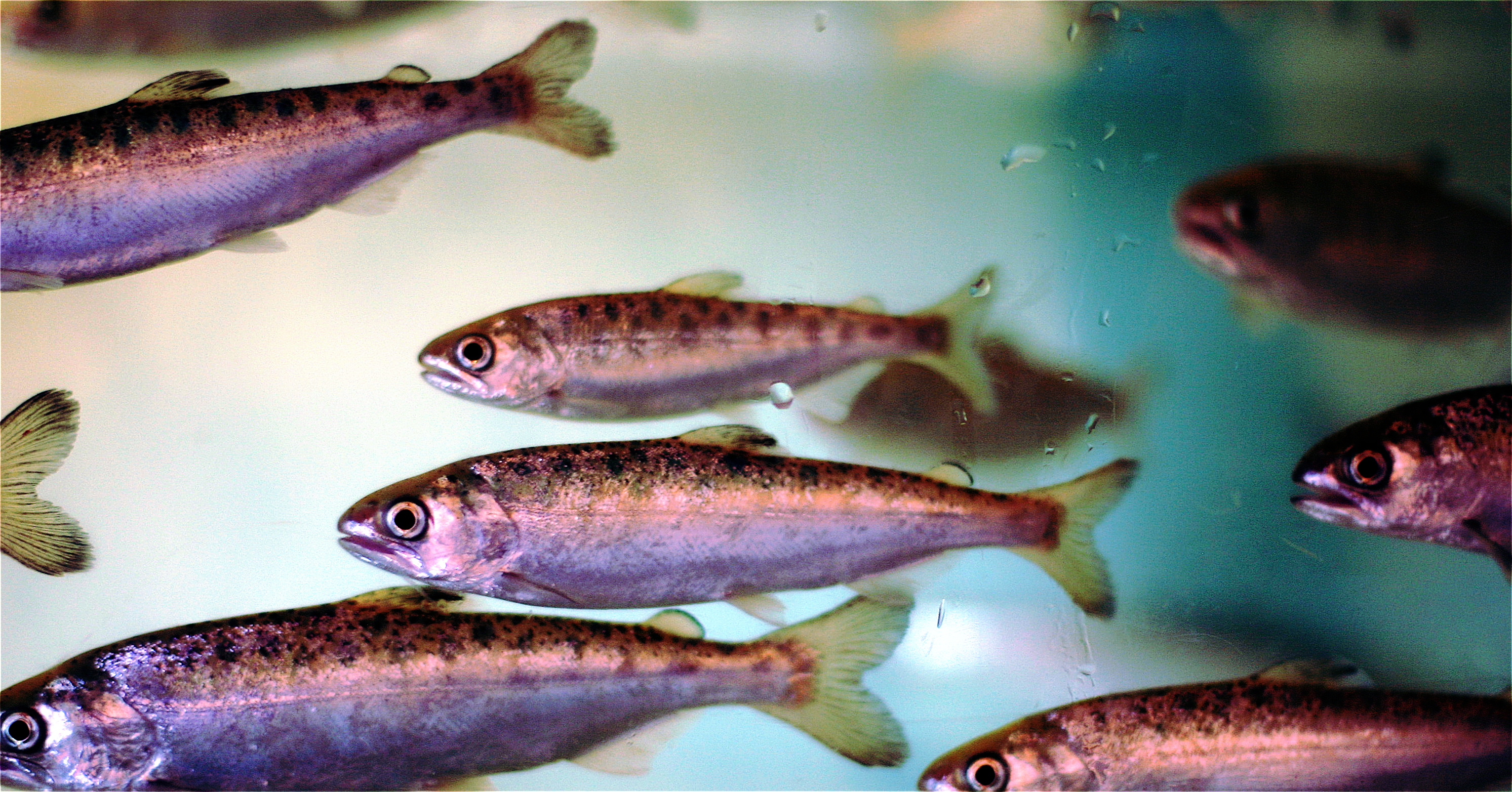
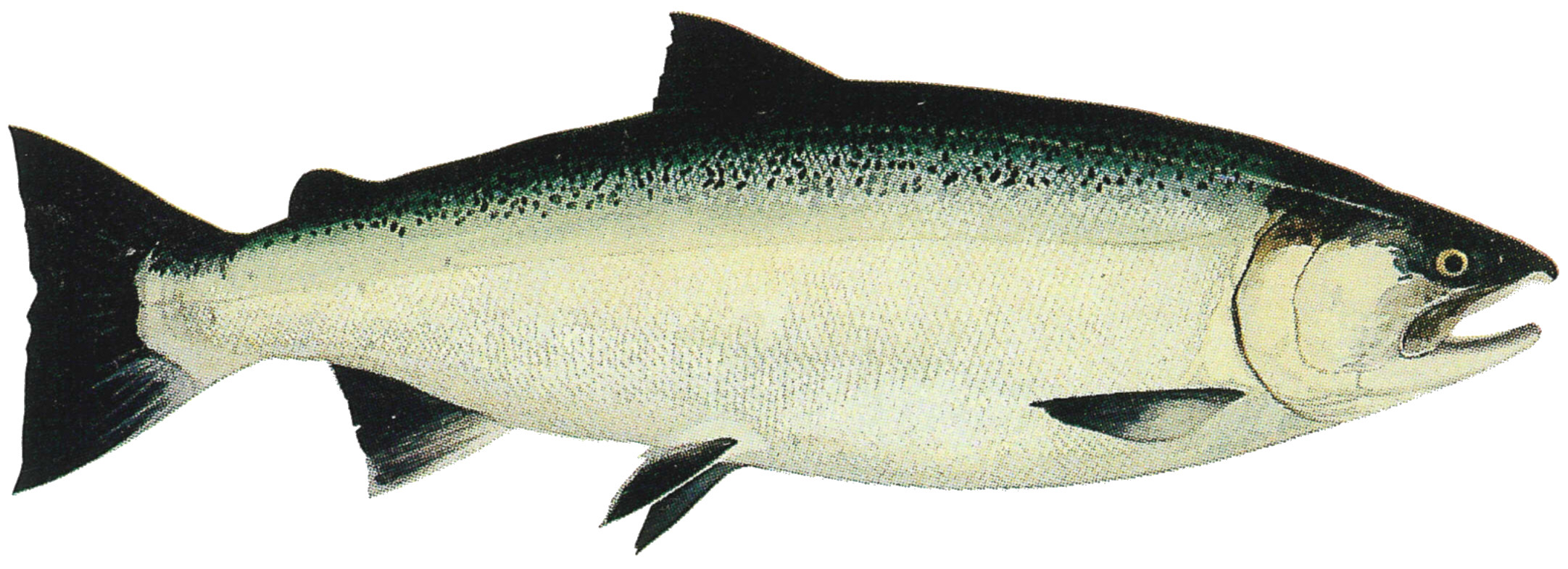
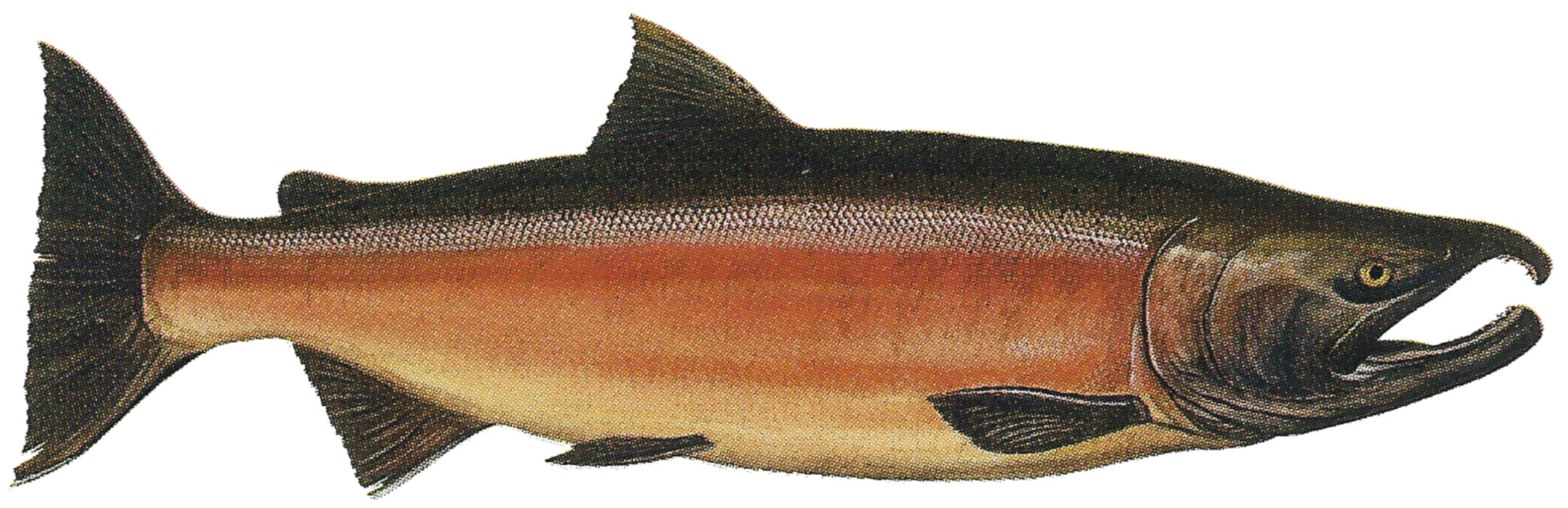